# La Quête (Buffy)
Pour les articles homonymes, voir La Quête.
La Quête est le 18e épisode de la saison 5 de Buffy contre les vampires.

## Résumé
Buffy et Giles partent dans le désert pour chercher des réponses via une quête mystique. Gloria demande à ses serviteurs de chercher ce qui est nouveau dans la vie de la Tueuse, car ce sera certainement la Clé qu'elle recherche. Warren, de son côté, a fini le Buffy-robot que lui avait commandé Spike. Le vampire vient en prendre livraison et le trouve à son goût. Il a été programmé pour aimer Spike, mais comporte aussi des programmes de combat. Il part donc chasser les vampires, pendant que Spike dort. Au cimetière, il rencontre Anya et Alex qui ne s'aperçoivent pas de la supercherie. 
Un peu plus tard, le couple les surprend en train de faire l'amour et est choqué. Le second part leur demander des explications, mais les sbires de Gloria prennent eux aussi le Buffy-robot pour la Tueuse et pensent donc que Spike est la Clé. Ils assomment le jeune homme et s'emparent du vampire. Quand ils l'amènent à Gloria, celle-ci se rend compte immédiatement que c'est un vampire et qu'il ne peut donc pas être la Clé. Elle décide de le torturer pour le forcer à dire ce qu'il sait, mais ce dernier refuse de révéler quoi que ce soit. Pendant ce temps, Buffy a une vision de la Première Tueuse qui lui annonce que « la mort est son cadeau ». Elle rentre à Sunnydale avec Giles. Chez elle, elle tombe nez à nez avec le Buffy-robot qui, inquiète du sort de Spike, est partie demander de l'aide au Scooby-gang. Le groupe comprend que le vampire est tombé aux mains de Gloria et qu'il risque de trahir l'identité de Dawn. 
Spike résiste à toutes les tortures que lui inflige Gloria et parvient à s'enfuir en poussant à bout la déesse. Il est sur le point d'être à nouveau capturé, car il est dans un trop mauvais état pour se défendre. Le Scooby-gang arrive et repousse les serviteurs de Gloria avant de quitter les lieux avec Spike. Pour savoir si Spike a parlé, Buffy se fait passer pour le robot. Spike, tombant dans le panneau, lui avoue qu'il aurait préféré mourir plutôt que de la trahir. Buffy, très surprise de cette loyauté inattendue, le récompense par un baiser et lui dit qu'elle n'oubliera jamais ce qu'il a fait pour Dawn et elle.

## Production
La création du Buffy-robot était une occasion de donner un rôle comique à Sarah Michelle Gellar durant cette partie de la saison où son personnage est en deuil et montre sa facette la plus dure. Jane Espenson, scénariste de l'épisode, explique que c'était aussi l'occasion de faire interagir Spike avec le robot et comment cela allait affecter son comportement. Dans cet épisode, Kelly Donovan, le frère jumeau de Nicholas Brendon, a remplacé celui-ci pour les scènes de combat car Brendon était malade.